# Die Rettungsoperation
Die Rettungsoperation (Originaltitel: Legacy) ist die sechste Folge der vierten Staffel der US-amerikanischen Science-Fiction-Fernsehserie Raumschiff Enterprise – Das nächste Jahrhundert. Sie wurde in den Vereinigten Staaten über Syndication vermarktet und erstmals am 29. Oktober 1990 auf verschiedenen Fernsehsendern ausgestrahlt. In Deutschland war sie zum ersten Mal am 23. August 1993 in einer synchronisierten Fassung im ZDF zu sehen.

## Handlung
Im Jahr 2367 bei Sternzeit 44215.2 empfängt die Enterprise einen Notruf von einem Frachtschiff. Nach einem Antriebsschaden ist es gezwungen, in einen Orbit um den Planeten Turkana IV einzuschwenken. Dort befindet sich eine seit vielen Jahren abtrünnige Kolonie der Föderation. Da die Enterprise nicht rechtzeitig eintrifft, explodiert das Frachtschiff. Der Besatzung bleibt keine andere Wahl, als mit einer Fluchtkapsel auf dem Planeten zu landen. Obwohl die Kolonie Kontakte zur Außenwelt strikt ablehnt, entscheidet Captain Picard, ein Außenteam hinunter zu beamen, um nach der Frachter-Besatzung zu suchen.
Durch einen Bürgerkrieg wurde die Kolonie weitgehend zerstört. Die Bevölkerung hat sich in einen weit verzweigten unterirdischen Komplex zurückgezogen. Dort trifft das Außenteam bereits nach kurzer Zeit auf einige bewaffnete Personen. Ihr Anführer, Hayne, zeigt sich jedoch recht hilfsbereit. Er erklärt, dass die Kolonie von zwei verfeindeten Fraktionen beherrscht wird. Er und seine Leute gehören zur Koalition. Die andere Gruppe nennt sich Allianz. Größere Auseinandersetzungen zwischen beiden Gruppen würden durch subkutane Annäherungsdetektoren verhindert, die Alarm schlagen, sobald sich Mitglieder der anderen Gruppe nähern. Hayne informiert das Außenteam, dass die Allianz die Frachter-Besatzung als Geiseln genommen habe. Er und seine Leute seien aber bereit, bei der Befreiung zu helfen, wenn ihnen die Enterprise im Gegenzug Waffen liefern würde. Captain Picard lehnt das ab, will aber dennoch den Kontakt zur Koalition aufrechterhalten. Nach der Rückkehr des Außenteams aufs Schiff meldet sich Hayne per Funk und stellt der Besatzung der Enterprise eine Kameradin vor: Es ist Ishara Yar, die Schwester von Tasha Yar, der verstorbenen früheren Sicherheitschefin des Schiffs. Hayne gibt an, auch ohne Waffenlieferung bei der Befreiung der Geiseln helfen zu wollen, um zu verhindern, dass Lösegeld an die Allianz gezahlt wird. Ishara soll auf die Enterprise beamen und die Besatzung unterstützen.
Ishara wird von dem zweiten Offizier Data empfangen, der Tasha Yar sehr nahe stand und erstaunt ist, dass diese ihre Schwester nie erwähnt hat. Ishara muss sich einem DNA-Test unterziehen, der ihre Identität bestätigt. Sie unterrichtet die Führungsoffiziere darüber, dass die Ordnung in der Kolonie vor 30 Jahren zerfiel. Mehrere Fraktionen kämpften um die Vorherrschaft und um der Lage Herr zu werden, stattete die Regierung schließlich die beiden größten (die Koalition und die Allianz) mit Polizeibefugnissen aus, was aber letztlich nur zum Sturz der Regierung führte. Während ihres Vortrags geht eine Nachricht von der Allianz ein, die damit droht, die Geiseln in 20 Stunden zu töten. Chefingenieur La Forge hat eine Idee, wie man den Aufenthaltsort der Geiseln bestimmen könnte: An Bord ihrer Fluchtkapsel befindet sich ein Gerät, das ihre Lebenszeichen misst. Dieses müsste nur unbemerkt mit einem Verstärker gekoppelt werden. Ishara schlägt vor, mit einem Außenteam in die Zentrale der Allianz zu beamen. Ihr Annäherungsdetektor soll dabei für eine Ablenkung sorgen, während die anderen unbemerkt an der Fluchtkapsel arbeiten können. Der Plan gelingt, doch Ishara wird dabei verletzt.
Zurück auf der Enterprise wird sie behandelt und hat Gelegenheit, mit Picard und Data über ihre verstorbene Schwester zu reden. Dabei erkennt sie, dass sie Tasha bisher zu Unrecht für schwach gehalten hat, weil sie von Turkana IV geflohen war. Sie erfährt, dass Tasha von ihren Kameraden für ihren Mut bewundert wurde, und denkt offen darüber nach, vielleicht ihrem Vorbild zu folgen und ebenfalls der Sternenflotte beizutreten. Währenddessen gelingt es La Forge, die Geiseln zu lokalisieren. Sie befinden sich tief unter der Oberfläche, doch La Forge will die Schiffsphaser nutzen, um ein Loch zu bohren, durch das ein Außenteam hinunterbeamen könnte. Ishara könnte mit Ortskenntnis behilflich sein, doch ihr Annäherungsdetektor ist dafür hinderlich. Sie erklärt, dass er nicht entfernt werden könne, da er bei Luftkontakt explodiert. Mit Hilfe eines Edelgases gelingt es Schiffsärztin Beverly Crusher allerdings, den Detektor zu entfernen, ohne Ishara zu töten.
Ein Außenteam beamt nun in die Zentrale der Allianz und es gelingt, die Geiseln zu befreien. Ishara entfernt sich jedoch unbemerkt. Data macht sich auf die Suche nach ihr und findet sie beim Fusionsreaktor, den sie offenbar zu sabotieren versucht. Sie gibt schließlich offen zu, dass ihr die Geiseln egal waren und sie das Vertrauen der Besatzung der Enterprise ausgenutzt hat, um unbemerkt hierher gelangen zu können. Durch den Ausfall des Reaktors wird sich der Koalition die Gelegenheit bieten, die Allianz zu besiegen. Data will das verhindern, denn er kann nicht zulassen, dass die Enterprise an einer solchen Verschiebung der Machtverhältnisse beteiligt ist. Sie schießt auf ihn und auch auf den ersten Offizier Riker, der Data zu Hilfe kommt. Schließlich kann sie aber überwältigt werden und Data gelingt die Reparatur des Reaktors.
Zurück auf dem Schiff fordert Riker, dass Ishara angeklagt wird, doch Picard entscheidet, dass sie auf den Planeten zurückkehren soll. Mit Bedauern stellt er fest, dass er und seine Offiziere in Ishara unbedingt einen Teil ihrer verstorbenen Kameradin Tasha sehen wollten, was sich als schwerer Fehler herausstellte. Data begleitet Ishara wortlos zum Transporterraum. Sie verspürt Reue und versucht ihm zu erklären, dass nicht alles gelogen war und sie tatsächlich Freundschaft für ihn empfindet. Data geht darauf aber nicht ein und äußerlich unberührt befiehlt er, sie nach Turkana IV hinunterzubeamen.

## Verbindungen zu anderen Star-Trek-Produktionen
In Die Rettungsoperation wird auf einige frühere Star-Trek-Produktionen Bezug genommen:
- Die Rettungsoperation ist (abhängig davon, ob der 90-minütige Pilotfilm Der Mächtige / Mission Farpoint als eine oder zwei Folgen gezählt wird) die 79. oder 80. Folge von Raumschiff Enterprise – Das nächste Jahrhundert. Mit der Produktion wurden somit die 79 Folgen der Originalserie Raumschiff Enterprise eingeholt beziehungsweise überholt. In das Drehbuch von Die Rettungsoperation wurden daher einige subtile Anspielungen auf die letzte Folge von Raumschiff Enterprise (Gefährlicher Tausch) eingebaut, etwa die Erwähnung des Planeten Camus II (einem der Handlungsorte in Gefährlicher Tausch) oder das Raumschiff USS Potemkin (ein Schiff gleichen Namens wird in Gefährlicher Tausch erwähnt).
- Ishara Yar ist die Schwester von Tasha Yar, die Sicherheitschefin der Enterprise und eine der Hauptfiguren während der ersten Staffel von Raumschiff Enterprise – Das nächste Jahrhundert. Insbesondere Tashas Tod in Folge 1.23 (Die schwarze Seele) wird hier noch einmal erwähnt.

## Produktion

### Drehbuch
Die Rettungsoperation war die erste Drehbucharbeit von Joe Menosky im Star-Trek-Franchise. Im Laufe seiner Karriere war er insgesamt an 57 Drehbüchern für Raumschiff Enterprise – Das nächste Jahrhundert, Star Trek: Deep Space Nine, Star Trek: Raumschiff Voyager und Star Trek: Discovery beteiligt. Weiterhin war er in der fünften Staffel von Raumschiff Enterprise – Das nächste Jahrhundert, in der dritten bis sechsten Staffel von Star Trek: Raumschiff Voyager und in der ersten Staffel von Star Trek: Discovery als Produzent tätig.
Menosky hatte zuvor schon einige Ideen für Star-Trek-Folgen eingereicht, die von Showrunner Michael Piller aber verworfen wurden. Da Piller seine bisherige Arbeit jedoch schätzte, engagierte er Menosky, um aus einer seiner eigenen Ideen das Drehbuch für Die Rettungsoperation zu entwickeln.
Die Folge ist als Allegorie auf Bandenkriege gedacht.

### Darsteller
Die Hauptfigur Wesley Crusher (Wil Wheaton) hat in dieser Folge keinen Auftritt.
Beth Toussaint wurde auf Vorschlag von Regisseur Robert Scheerer für die Rolle der Ishara Yar engagiert. Scheerer und Toussaint hatten zuvor bereits bei einer Folge der Krimiserie Matlock zusammengearbeitet.
Christopher Michael, Darsteller eines Lieutenants der Koalition, spielte auch einen Sternenflottenoffizier in Folge 4.18 (Das Gefecht) von Star Trek: Deep Space Nine.

### Kulissen
Für die Darstellung der Oberfläche von Turkana IV wurde ein Matte Painting angefertigt. Es wurde später in je einer Folge von Star Trek: Deep Space Nine und Star Trek: Raumschiff Voyager zur Darstellung anderer Planeten wiederverwendet.
Ein weiteres Matte Painting wurde verwendet, um die unterirdischen Tunnel größer wirken zu lassen. Dieses stammt ursprünglich aus dem Film Mel Brooks’ Spaceballs. Es stellte dort einen Zugangstunnel ins Innere der Weltraumputze dar. In Raumschiff Enterprise – Das nächste Jahrhundert war es zuvor bereits in Folge 1.16 (Die Entscheidung des Admirals) zum Einsatz gekommen.
Für den unterirdischen Komplex auf Turkana IV wurden die etwas veränderten Kulissen der Borg-Schiffe aus den Folgen 2.16 (Zeitsprung mit Q) und 3.26/4.01 (In den Händen der Borg / Angriffsziel Erde) wiederverwendet.

## Rezeption
Keith DeCandido bewertete Die Rettungsoperation 2012 auf tor.com als eine eher schlechte Folge von Raumschiff Enterprise – Das nächste Jahrhundert. Ihm gefiel die Idee, Tasha Yars Heimatwelt und ihre Schwester zu zeigen, und er lobte Brent Spiners Schauspielleistung. Insgesamt hat die Folge für ihn aber zu viele Schwächen. Er kritisierte hauptsächlich, dass die Besatzung der Enterprise zur Rettung der Geiseln einseitig mit einer der Konfliktparteien zusammenarbeitet, ohne weitere Optionen auch nur zu diskutieren. Zudem fand er es unglaubwürdig, dass es Ishara gelingt, das Vertrauen sämtlicher Führungsoffiziere zu gewinnen, einfach nur, weil sie Tashas Schwester ist. Ebenso kritisierte er, dass Ishara, nachdem sie die Besatzung der Enterprise hintergangen hat und versucht hat, Riker und Data zu töten, einfach freigelassen wird, wodurch der Koalition durch die Entfernung ihres Annäherungsdetektors auch noch ein Vorteil verschafft wird.